# Korpus Landsturmu Graudenz

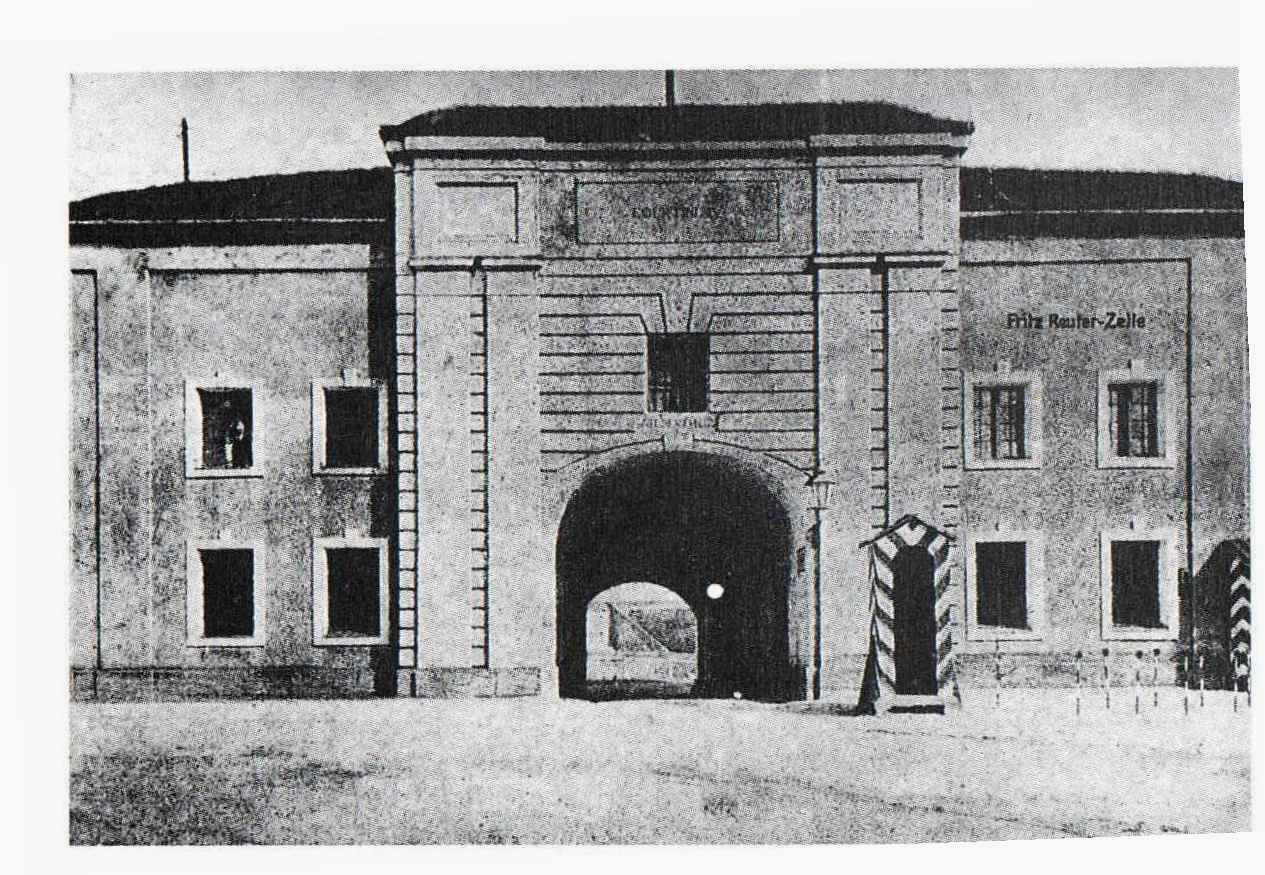
Twierdza Grudziądz około 1910

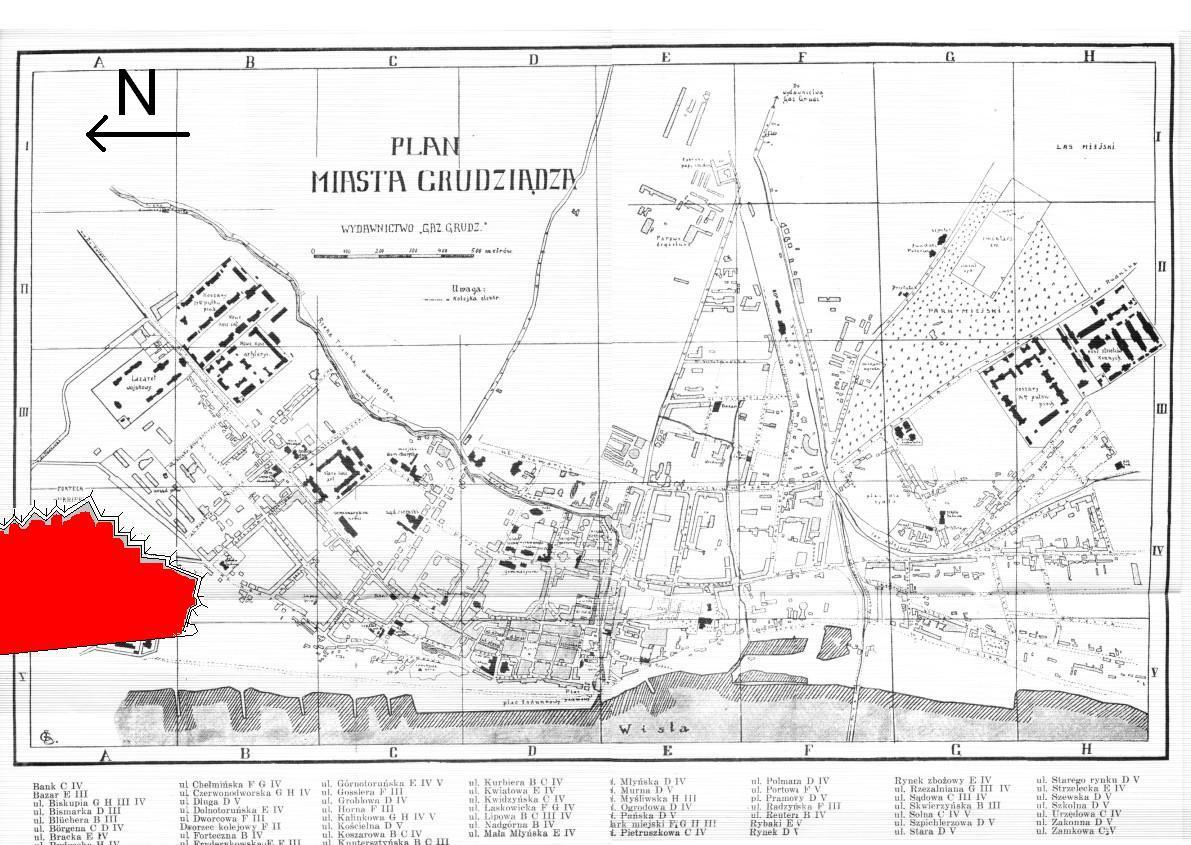
Lokalizacja Cytadeli na planie Grudziądza z 1913

Korpus Landsturmu Graudenz (albo Korpus Zastrowa) – korpus pospolitego ruszenia Landsturm armii niemieckiej podczas I wojny światowej.

## Struktura organizacyjna
Skład Korpusu Graudenz:
- Dywizja Breughel - we wrześniu 1915 przemianowana na 85 Dywizję Piechoty
- Dywizja Wernitz - w sierpniu 1915 przemianowana na 86 Dywizję Piechoty
  - Brygada Landsturmu Großmann - późniejsza 171 Brygada Piechoty
  - Brygada Landsturmu Windheim - późniejsza 172 Brygada Piechoty